# سيدني ماركس
سيدني ماركس (بالإنجليزية: Sidney Marks)‏ هو مصارع هاوي أمريكي، ولد في 8 يناير 1919، وتوفي في 23 مارس 1995.